# Mistrzostwa Ameryki Południowej w Piłce Siatkowej Mężczyzn 2009
Mistrzostwa Ameryki Południowej w Piłce Siatkowej Mężczyzn odbyły się w stolicy Kolumbii, Bogocie, między 15 a 21 sierpnia 2009 roku.
Tytułu sprzed dwóch lat bronili Brazylijczycy (odnieśli 21 kolejnych zwycięstw) i to oni po raz kolejny zdobyli mistrzostwo. Był to dwudziesty siódmy złoty medal mistrzostw Ameryki Południowej w historii brazylijskiej siatkówki.
Najbardziej wartościowym graczem turnieju (MVP) został brazylijski przyjmujący Murilo Endres. Najwięcej nagród indywidualnych (po 3) otrzymali zawodnicy z Brazylii i Wenezueli.

## System rozgrywek
Siedem reprezentacji znajdujących się w jednej grupie rozegrało ze sobą mecze systemem każdy z każdym. Drużyna, która po rozegraniu wszystkich spotkań miała najwięcej punktów, zdobyła tytuł mistrzowski.
O kolejności w tabeli decydowały kolejno: 
- liczba punktów,
- stosunek małych punktów,
- stosunek setów.

## Drużyny uczestniczące
| Reprezentacja | Miejsce w poprzednich mistrzostwach | Miejsce w rankingu FIVB |
| ------------- | ----------------------------------- | ----------------------- |
| Argentyna     | 2                                   | 9                       |
| Brazylia      | 1                                   | 1                       |
| Chile         | 4                                   | 32                      |
| Kolumbia      | 6                                   | 36                      |
| Peru          | 8                                   | 52                      |
| Urugwaj       | 7                                   | 28                      |
| Wenezuela     | 3                                   | 15                      |

## Hala sportowa
| Zdjęcie | Nazwa              | Widzów |
| ------- | ------------------ | ------ |
| zdjęcie | Coliseo El Salitre | 7 000  |

## Wyniki
Tabela
| Poz. | Reprezentacja | Pkt | Mecze | Mecze | Mecze | Małe punkty | Małe punkty | Małe punkty | Sety | Sety | Sety  |
| Poz. | Reprezentacja | Pkt | M     | Z     | P     | zdob.       | str.        | ratio       | wyg. | prz. | ratio |
| ---- | ------------- | --- | ----- | ----- | ----- | ----------- | ----------- | ----------- | ---- | ---- | ----- |
| 1    | Brazylia      | 12  | 6     | 6     | 0     | 501         | 374         | 1,340       | 18   | 2    | 9,000 |
| 2    | Argentyna     | 11  | 6     | 5     | 1     | 479         | 417         | 1,149       | 16   | 4    | 4,000 |
| 3    | Wenezuela     | 10  | 6     | 4     | 2     | 481         | 413         | 1,165       | 14   | 6    | 2,333 |
| 4    | Kolumbia      | 9   | 6     | 3     | 3     | 423         | 393         | 1,076       | 9    | 9    | 1,000 |
| 5    | Chile         | 8   | 6     | 2     | 4     | 365         | 413         | 0,884       | 6    | 12   | 0,500 |
| 6    | Peru          | 7   | 6     | 1     | 5     | 359         | 478         | 0,751       | 3    | 17   | 0,176 |
| 7    | Urugwaj       | 6   | 6     | 0     | 6     | 367         | 487         | 0,754       | 2    | 18   | 0,111 |

Wyniki
| 15 sierpnia 2009 |

|  | Argentyna | 3:0(25:14, 25:20, 25:16) | Peru |  |
|  |           | 3:0(25:14, 25:20, 25:16) |      |  |

|  | Chile | 0:3(23:25, 21:25, 18:25) | Kolumbia |  |
|  |       | 0:3(23:25, 21:25, 18:25) |          |  |

|  | Wenezuela | 3:0(25:21, 25:18, 25:19) | Urugwaj |  |
|  |           | 3:0(25:21, 25:18, 25:19) |         |  |

| 16 sierpnia 2009 |

|  | Argentyna | 3:0(25:16, 25:17, 25:18) | Urugwaj |  |
|  |           | 3:0(25:16, 25:17, 25:18) |         |  |

|  | Brazylia | 3:0(25:15, 25:14, 25:10) | Peru |  |
|  |          | 3:0(25:15, 25:14, 25:10) |      |  |

|  | Wenezuela | 3:0(25:23, 27:25, 25:19) | Kolumbia |  |
|  |           | 3:0(25:23, 27:25, 25:19) |          |  |

| 17 sierpnia 2009 |

|  | Wenezuela | 3:0(25:9, 25:19, 25:19) | Chile |  |
|  |           | 3:0(25:9, 25:19, 25:19) |       |  |

|  | Brazylia | 3:0(25:17, 25:19, 25:15) | Urugwaj |  |
|  |          | 3:0(25:17, 25:19, 25:15) |         |  |

|  | Argentyna | 3:0(25:22, 25:22, 26:24) | Kolumbia |  |
|  |           | 3:0(25:22, 25:22, 26:24) |          |  |

| 18 sierpnia 2009 |

|  | Urugwaj | 2:3(19:25, 25:21, 19:25, 28:26, 12:15) | Peru |  |
|  |         | 2:3(19:25, 25:21, 19:25, 28:26, 12:15) |      |  |

|  | Argentyna | 3:0(25:18, 25:23, 25:13) | Chile |  |
|  |           | 3:0(25:18, 25:23, 25:13) |       |  |

|  | Brazylia | 3:0(25:23, 25:21, 25:19) | Kolumbia |  |
|  |          | 3:0(25:23, 25:21, 25:19) |          |  |

| 19 sierpnia 2009 |

|  | Argentyna | 3:1(25:20, 20:25, 25:21, 27:25) | Wenezuela |  |
|  |           | 3:1(25:20, 20:25, 25:21, 27:25) |           |  |

|  | Brazylia | 3:0(25:8, 25:22, 25:22) | Chile |  |
|  |          | 3:0(25:8, 25:22, 25:22) |       |  |

|  | Kolumbia | 3:0(25:18, 25:20, 25:15) | Peru |  |
|  |          | 3:0(25:18, 25:20, 25:15) |      |  |

| 20 sierpnia 2009 |

|  | Chile | 3:0(25:19, 25:21, 25:19) | Peru |  |
|  |       | 3:0(25:19, 25:21, 25:19) |      |  |

|  | Brazylia | 3:1(25:23, 25:18, 23:25, 25:22) | Wenezuela |  |
|  |          | 3:1(25:23, 25:18, 23:25, 25:22) |           |  |

|  | Kolumbia | 3:0(25:16, 25:20, 25:14) | Urugwaj |  |
|  |          | 3:0(25:16, 25:20, 25:14) |         |  |

| 21 sierpnia 2009 |

|  | Urugwaj | 0:3(18:25, 20:25, 16:25) | Chile |  |
|  |         | 0:3(18:25, 20:25, 16:25) |       |  |

|  | Wenezuela | 3:0(25:16, 25:17, 25:13) | Peru |  |
|  |           | 3:0(25:16, 25:17, 25:13) |      |  |

|  | Brazylia | 3:1(28:30, 25:17, 25:19, 25:15) | Argentyna |  |
|  |          | 3:1(28:30, 25:17, 25:19, 25:15) |           |  |

## Klasyfikacja końcowa
| Miejsce | Zespół    |
| ------- | --------- |
|         | Brazylia  |
|         | Argentyna |
|         | Wenezuela |
| 4       | Kolumbia  |
| 5       | Chile     |
| 6       | Peru      |
| 7       | Urugwaj   |

## Nagrody indywidualne
| MVP           | Najlepszy atakujący | Najlepszy blokujący | Najlepszy zagrywający | Najlepszy broniący | Najlepszy rozgrywający | Najlepszy przyjmujący | Najlepszy libero |
| ------------- | ------------------- | ------------------- | --------------------- | ------------------ | ---------------------- | --------------------- | ---------------- |
| Murilo Endres | Giba                | Luis Díaz           | Julian Chury          | Alexis González    | Luciano De Cecco       | Enderwuin Herrera     | Sérgio Santos    |